# Noll (Sankt Katharinen)
Noll ist ein Ortsteil der Ortsgemeinde Sankt Katharinen im rheinland-pfälzischen Landkreis Neuwied.

## Geographie
Noll schließt sich südwestlich an das Ortszentrum von Sankt Katharinen an und liegt auf etwa 335 m ü. NHN auf einem von Nordwesten nach Südosten zum Brochenbach abfallenden Gelände. Naturräumlich lässt sich die Ortschaft innerhalb des Niederwesterwalds überwiegend dem Rhein-Wied-Rücken zuordnen, befindet sich aber am Übergang zum Rheinwesterwälder Vulkanrücken. Zu den nächstgelegenen Ortschaften gehört Hargarten unmittelbar südwestlich. Noll wird von der nach Sankt Katharinen und weiter bis nach Neustadt (Wied) führenden Landesstraße 251 durchquert, am westlichen Rand verläuft die Landesstraße 254 (Kretzhaus–Hargarten–Weißfeld).

## Geschichte
Erstmals in Erscheinung trat der Ort 1281 als Nol, als in einer Urkunde die Schenkung verschiedener Güter bei Noll aus dem Besitz von Hermann von Rennenberg an das Kloster St. Katharinen erwähnt ist. Weitere Schreibweisen des Ortsnamens, der vermutlich eine „rundliche Erhebung“ (Nol) beschreibt, lauteten Nohl, Nell und  Nüll. 1421 war das Kloster in Noll mit zwei Häusern und Ländereien begütert, die zur Abgabe von Kurmeden und Zinsen verpflichtet waren. 1450 zählte der Ort laut der in einem Zinsregister enthaltenen Liste von Haushaltsvorständen rund 20, 1620 etwa 30 Einwohner. 1710 erwarb das Kloster hier einen zweiten Hof.
Noll unterstand als Teil der Linzer Höhe bis zum Beginn des 19. Jahrhunderts der Verwaltung des kurkölnischen Amtes Linz. Seit 1809 gehörte die Ortschaft zur neugebildeten Gemeinde Hargarten (lediglich zwei Häuser am Ortsrand zur Gemeinde Notscheid), ab 1816 im Verwaltungsbezirk der Bürgermeisterei Linz. 1828 zählte Noll fünf Hofstellen, 1843 war es als Weiler mit acht Wohn- und 24 Wirtschaftsgebäuden verzeichnet. 1848 erhielt Noll ein dem hl. Wendelin geweihtes Heiligenhäuschen. Zur Mitte des 19. Jahrhunderts setzte sich die Bevölkerung des Ortes zu 70 % aus Bauern und zu 30 % aus Tagelöhnern zusammen, 1885 waren neun Tagelöhner und zehn Ackerer verzeichnet.
Mitte des 20. Jahrhunderts fiel die Wendelinuskapelle einer Straßenverbreiterung zum Opfer und wurde durch einen Neubau ersetzt.
Einwohnerentwicklung
| Jahr | Einwohner |
| ---- | --------- |
| 1816 | 37        |
| 1828 | 42        |
| 1843 | 72        |
| 1885 | 81        |
| 1926 | 163       |
| 1950 | 116       |